# Хальмерпаютінське газоконденсатне родовище
Хальмерпаютінське газоконденсатне родовище – гігантське родовище у Тюменській області Росії, в районі на схід від Тазівської губи. Також відоме як родовище імені В.С. Чорномирдіна. Відноситься до Західно-Сибірської нафогазоносної провінції.

## Геологічна інформація
Родовище виявили в 1989 році при випробуванні пласта БУ20 (верхня частина сортимської свити, яка охоплює відкладення беріаського та валанжинського ярусів нижньої крейди), що залягає на глибині біля 3,2 км та відноситься до валанжинського ярусу.
Всього за Хальмерпаютінським родовищем рахується 4 газоконденсатні поклад, які відносяться до пластово-склепінного та литологічно-екранованого типів.
Колектори – пісковики з лінзовидними вкрапленнями глин.
Станом на початок 2017 року початкові видобувні запаси вільного газу за російськими категоріями А+В+С1 оцінювались у 243 млрд м3.

## Розробка
Введення Хальмерпаютінського у дослідно-промислову розробку припало на 2019 рік, при цьому спорудили установку підготовки газу продуктивністю 0,4 млн м3 газу та 31 тон конденсату на добу. За результатами цього етапу буде прийняте рішення щодо подальшої технології розробки.
Видача продукції відбувається по перемичці до газопроводу Ванкорське – Находкінське. Для транспортування конденсату планується спорудити конденсатопровід завдовжки 58 км та діаметром 273 мм.
Проект розробки реалізує компанія «Лукойл».